# Lindera pedicellata
Lindera pedicellata är en lagerväxtart som beskrevs av André Joseph Guillaume Henri Kostermans. Lindera pedicellata ingår i släktet Lindera och familjen lagerväxter. Inga underarter finns listade i Catalogue of Life.